# 시모쓰가군

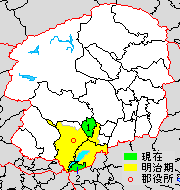
시모쓰가 군의 위치

시모쓰가군(일본어: 下都賀郡, しもつがぐん)은 일본 도치기현에 있는 군이다.
인구 62,706명, 면적 91.32km², 인구밀도 687명/km².(2025년 3월 1일, 추계인구)
이하 2정으로 구성된다.
- 노기정(野木町)
- 미부정(壬生町)

## 군역
위의 두 정 외에도 1878년 발족 당시의 군역은 현재의 행정 구역으로 다음 지역에 해당한다.
- 도치기시 (일부)
- 오야마시
- 시모쓰케시 (일부)

## 역사
- 1878년 7월 22일 - 군구정촌 편제법 제정과 함께 도치기현 쓰가군을 시모쓰가군과 가미쓰가군으로 분할해 성립하였다.

- 1889년
  - 3월 12일 - 사무가와군을 편입.

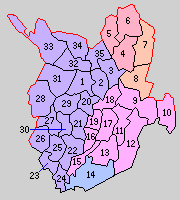
1.도치기정 2.오미야촌 3.고촌 4.미부정 5.이나바촌 6.미나미이누카이촌 7.스가타촌 8.고쿠분지촌 9.구와촌 10.기누촌 11.오야마정 12.오야촌 13.마마다촌 14.노기촌 15.나마이촌 16.사무카와촌 17.호즈미촌 18.도요다촌 19.나카촌 20.미즈호촌 21.미즈시로촌 22.헤야촌 23.후지오카정 24.야나카촌 25.아카마촌 26.미카모촌 27.이와후네촌 28.오노데라촌 29.도미야마촌 30.시즈와촌 31.미나가와촌 32.후키아게촌 33.데라오촌 34.아카쓰촌 35.이에나카촌 (보라:도치기시 분홍:오야마시 등색:시모쓰케시 빨강:미부정 파랑:합병 없음)

  - 4월 1일 - 정촌제 시행으로, 아래의 정촌이 발족.(4정 31촌)
    - 도치기정(栃木町): 현 도치기시
    - 오미야촌(大宮村): 현 도치기시
    - 고촌(国府村): 현 도치기시
    - 미부정(壬生町): 현 미부정
    - 이나바촌(稲葉村): 현 미부정
    - 미나미이누카이촌(南犬飼村): 현 미부정
    - 스가타촌(姿村): 현 시모쓰케시
    - 고쿠분지촌(国分寺村): 현 시모쓰케시
    - 구와촌(桑村): 현 오야마시
    - 기누촌(絹村): 현 오야마시
    - 오야마정(小山町): 현 오야마시
    - 오야촌(大谷村): 현 오야마시
    - 마마다촌(間々田村): 현 오야마시
    - 노기촌(野木村): 현 노기정
    - 나마이촌(生井村): 현 오야마시
    - 사무카와촌(寒川村): 현 오야마시
    - 호즈미촌(穂積村): 현 오야마시
    - 도요다촌(豊田村): 현 오야마시
    - 나카촌(中村): 현 오야마시
    - 미즈호촌(瑞穂村): 현 도치기시
    - 미즈시로촌(水代村): 현 도치기시
    - 헤야촌(部屋村): 현 도치기시
    - 후지오카정(藤岡町):현 도치기시
    - 야나카촌(谷中村): 현 도치기시
    - 아카마촌(赤麻村): 현 도치기시
    - 미카모촌(三鴨村): 현 도치기시
    - 이와후네촌(岩舟村): 현 도치기시
    - 오노데라촌(小野寺村): 현 도치기시
    - 도미야마촌(富山村): 현 도치기시
    - 시즈와촌(静和村): 현 도치기시
    - 미나가와촌(皆川村): 현 도치기시
    - 후키아게촌(吹上村): 현 도치기시
    - 데라오촌(寺尾村): 현 도치기시
    - 아카쓰촌(赤津村): 현 도치기시
    - 이에나카촌(家中村): 현 도치기시
- 1891년 9월 15일 - 스가타촌의 일부가 분리되어 이시바시정(石橋町)이 발족.(5정 31촌)
- 1906년 7월 1일 - 야나카촌이 후지오카정에 편입.(5정 30촌)
- 1922년 4월 1일 - 마마다촌이 정제 시행으로 마마다정(間々田町)이 됨.(6정 29촌)
- 1937년 4월 1일 - 도치기정이 시제 시행으로 도치기시(栃木市)가 되어, 군에서 이탈.(5정 29촌)
- 1954년
  - 3월 31일 - 오야마정·오야촌이 합병하여 오야마시(小山市)가 발족, 군에서 이탈.(4정 28촌)
  - 4월 1일 - 고쿠분지촌이 정제 시행과 개칭으로 고쿠분지코가네이정(国分寺小金井町)이 됨.(5정 27촌)
  - 4월 29일 - 고쿠분지코가네이정이 고쿠분지정(国分寺町)으로 개칭.
  - 9월 30일 - 오미야촌·미나가와촌·후키아게촌·데라오촌이 도치기시에 편입.(5정 23촌)
  - 11월 3일(5정 21촌)
    - 미부정·이나바촌이 합병하여, 새로이 미부정이 발족.
    - 이시바시정·스가타촌이 합병하여, 새로이 이시바시정이 발족.
- 1955년
  - 2월 11일 - 호즈미촌·도요다촌·나카촌이 합병하여 미타촌(美田村)이 발족.(5정 19촌)
  - 3월 31일 - 후지오카정·헤야촌·아카마촌·미카모촌이 합병하여, 새로이 후지오카정이 발족.(5정 16촌)
  - 4월 1일 - 아카쓰촌·이에나카촌이 합병하여 쓰가촌(都賀村)이 발족.(5정 15촌)
  - 4월 25일 - 마마다정·나마이촌이 합병하여, 새로이 마마다정이 발족.(5정 14촌)
  - 7월 28일 - 미나미이누카이촌이 미부정에 편입.(5정 13촌)
- 1956년 9월 30일(5정 7촌)
  - 구와촌·기누촌이 합병하여 구와키누촌(桑絹村)이 발족.
  - 사무카와촌이 마마다정에 편입.
  - 미즈호촌·미즈시로촌·도미야마촌이 합병하여 오하라촌(大平村)이 발족.
  - 이와후네촌·오노데라촌·시즈와촌이 합병하여, 새로이 이와후네촌이 발족.
- 1957년 3월 31일 - 고촌이 도치기시에 편입.(5정 6촌)
- 1961년
  - 7월 1일 - 구와키누촌이 정제 시행으로 구와키누정(桑絹町)이 됨.(6정 5촌)
  - 11월 3일 - 오히라촌이 정제 시행으로 오히라정(大平町)이 됨.(7정 4촌)
- 1962년 4월 1일 - 이와후네촌이 정제 시행으로 이와후네정(岩舟町)이 됨.(8정 3촌)
- 1963년
  - 1월 1일 - 노기촌이 정제 시행으로 노기정(野木町)이 됨.(9정 2촌)
  - 4월 18일 - 마마다정·미타촌이 오야마시에 편입.(8정 1촌)
  - 11월 3일 - 쓰가촌이 정제 시행으로 쓰가정(都賀町)이 됨.(9정)
- 1965년 9월 30일 - 구와키누정이 오야마시에 편입.(8정)
- 2006년 1월 10일 - 이시바시정·고쿠분지정이 가와치군 미나미카와치정과 합병하여 시모쓰케시(下野市)가 발족, 군에서 이탈.(6정)
- 2010년 3월 29일 - 오하라정·후지오카정·쓰가정이 도치기시와 합병하여, 새로이 도치기시가 발족, 군에서 이탈.(3정)
- 2014년 4월 5일 - 이와후네정이 도치기시에 편입.(2정)